# ولف‌هیزه
ولف‌هیزه (به هلندی: Wolfheze) یک منطقهٔ مسکونی در هلند است که در رنکوم واقع شده‌است.